# 九华山
九华山位于中国安徽省池州市青阳县境内，为中国四大佛教名山之一，是地藏菩萨的道场。九华山山势雄伟，自然风光和人文景观融为一体，有“东南第一山”之称。

## 历史

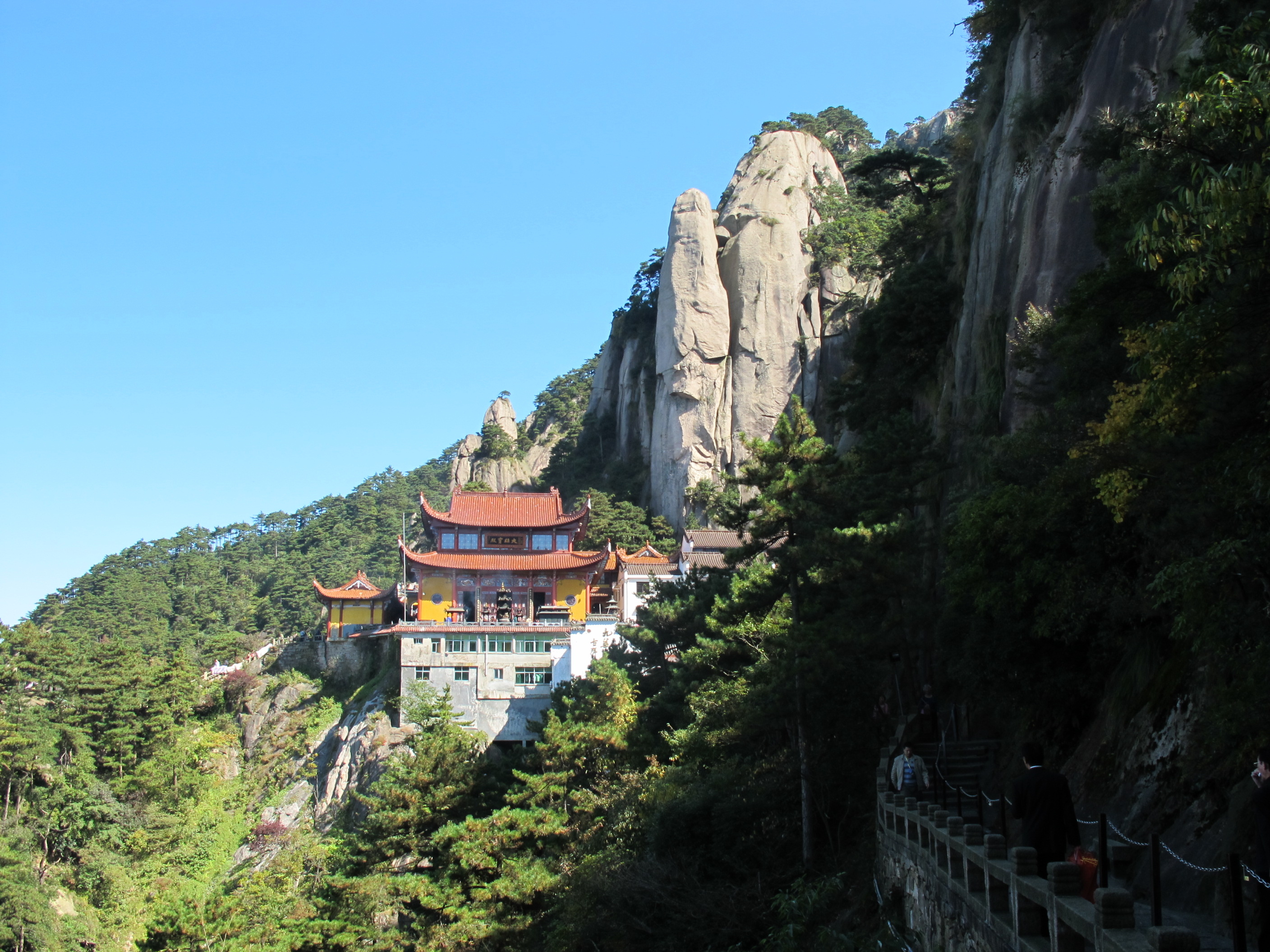
古拜经台

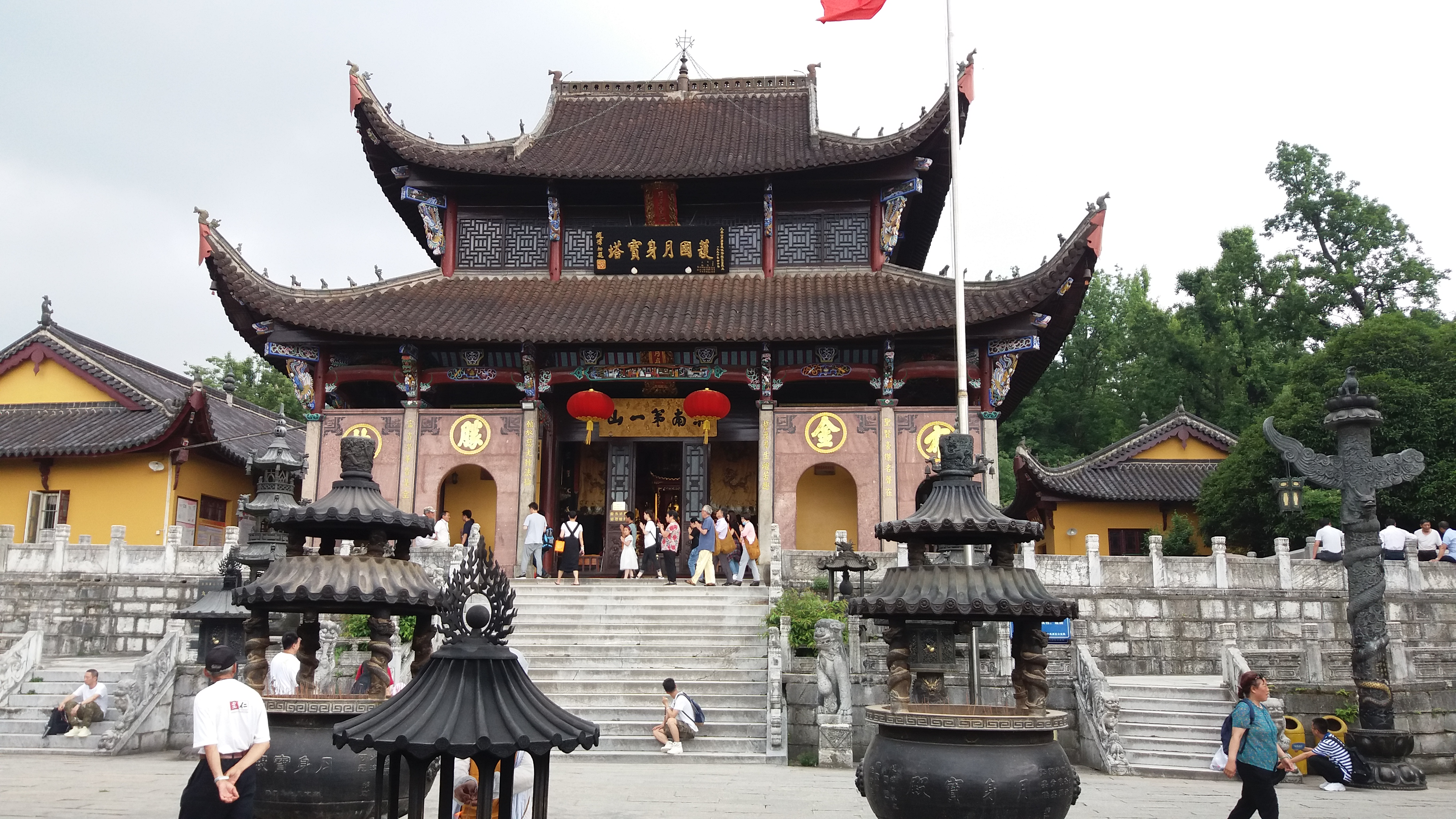
肉身殿

九华山汉时称陵阳山，南朝时梁陈间，以此山奇秀，高出云表，峰峦异状，其数有九，故号九子山。唐天宝 (唐朝)年间诗仙李白数游九华山后，睹此山秀异，九峰如莲花，触景生情，在与友人唱和的《改九子山为九华山联句并序》中曰：“妙有分二气，灵山开九华”，因此“九子山”改为“九华山”。
唐开元年间（719年），新罗国（韩国）王族金地藏，後人附會本名金喬覺，渡海来唐，卓锡九华，苦心修行75年，99岁圆寂，因其生前逝后各种瑞相酷似佛经中记载的地藏菩萨，僧众尊他为地藏菩萨应世，被认为是地藏菩萨化身，九华山由此被辟为地藏菩萨道场。受地藏菩萨“众生度尽，方证菩提，地狱未空，誓不成佛”的宏愿感召，自唐以来，寺院日增，僧众云集，香火之盛甲于天下。明清时达到鼎盛。
文化大革命期间（1966-1976年），全山寺庙遭到毁灭性破坏，寺庙中佛像菩萨像被砸、法器文物被毁，僧尼被迫改装蓄发，甚至遭到批斗。此外，九华山有十几尊肉身，文革时毁了很多，有些则被埋藏在地下土窖中保护、文革后才重新取出。
九华山现存寺庙99座，僧尼近千人，佛像万余樽。

## 文化
九华山文化底蕴深厚。晋唐以来，陶渊明、李白、费冠卿、杜牧、苏东坡、王安石等文学家，黄宾虹、张大千、刘海粟、李可染等书法家，留下了关于九华山很多作品。唐代大诗人李白三上九华，写下了数十首赞美九华山的诗篇，“妙有分二气，灵山开九华”被誉为九华山的“定名篇”。
九华山现存文物2000多件，历代名人雅士的诗词歌赋500多篇，书院、书堂遗址20多处，包括唐代贝叶经、明代大藏经、血经，明万历皇帝圣旨和清康熙、乾隆墨迹等。

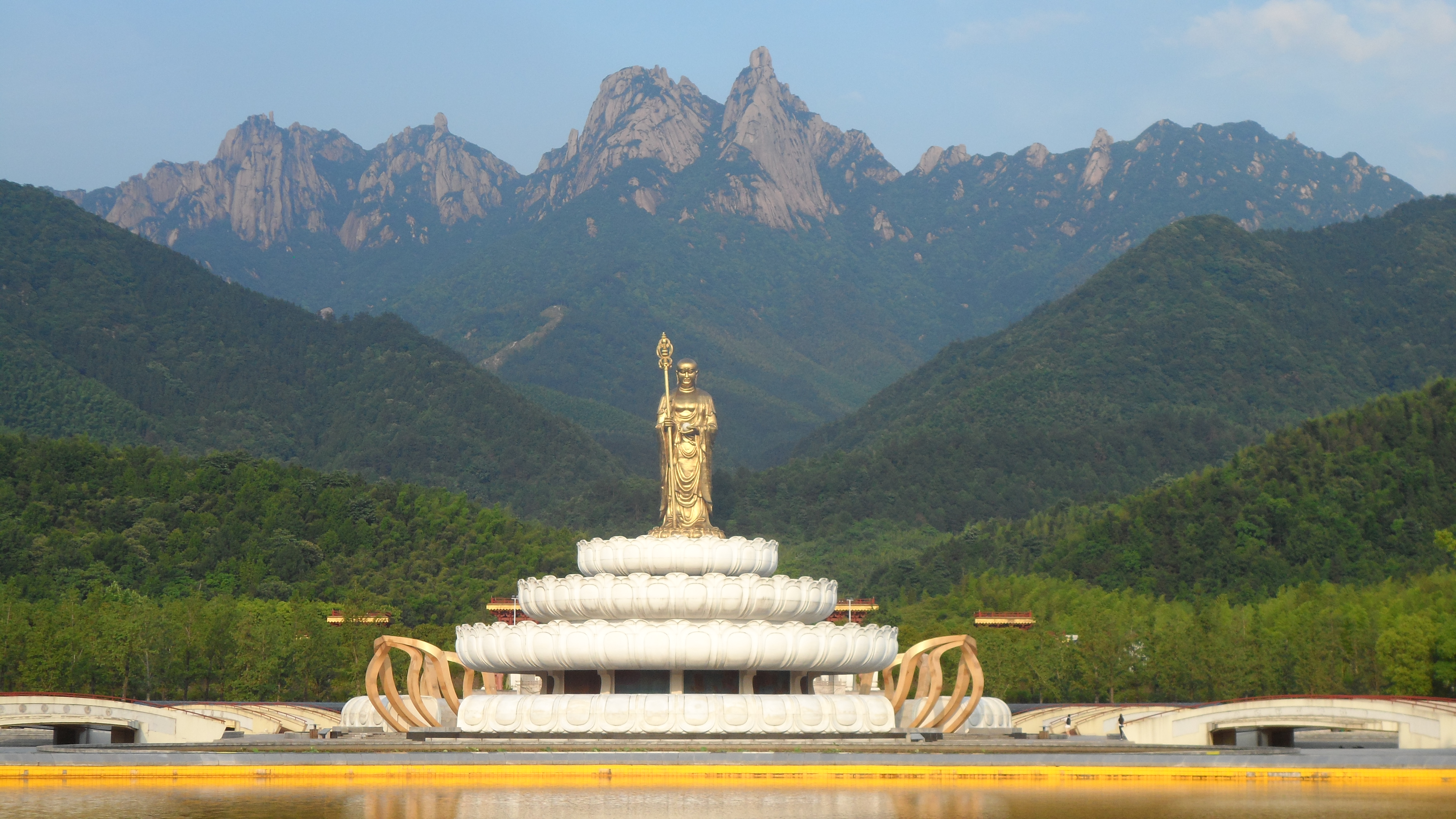
九华山大愿文化园

九华山历代高僧辈出，从唐至今自然形成了15樽肉身，现有5樽可供观瞻，其中明代无瑕和尚肉身被崇祯皇帝敕封为“应身菩萨”，1999年1月发现的仁义师太肉身是世界上唯一的比丘尼肉身。

## 寺庙

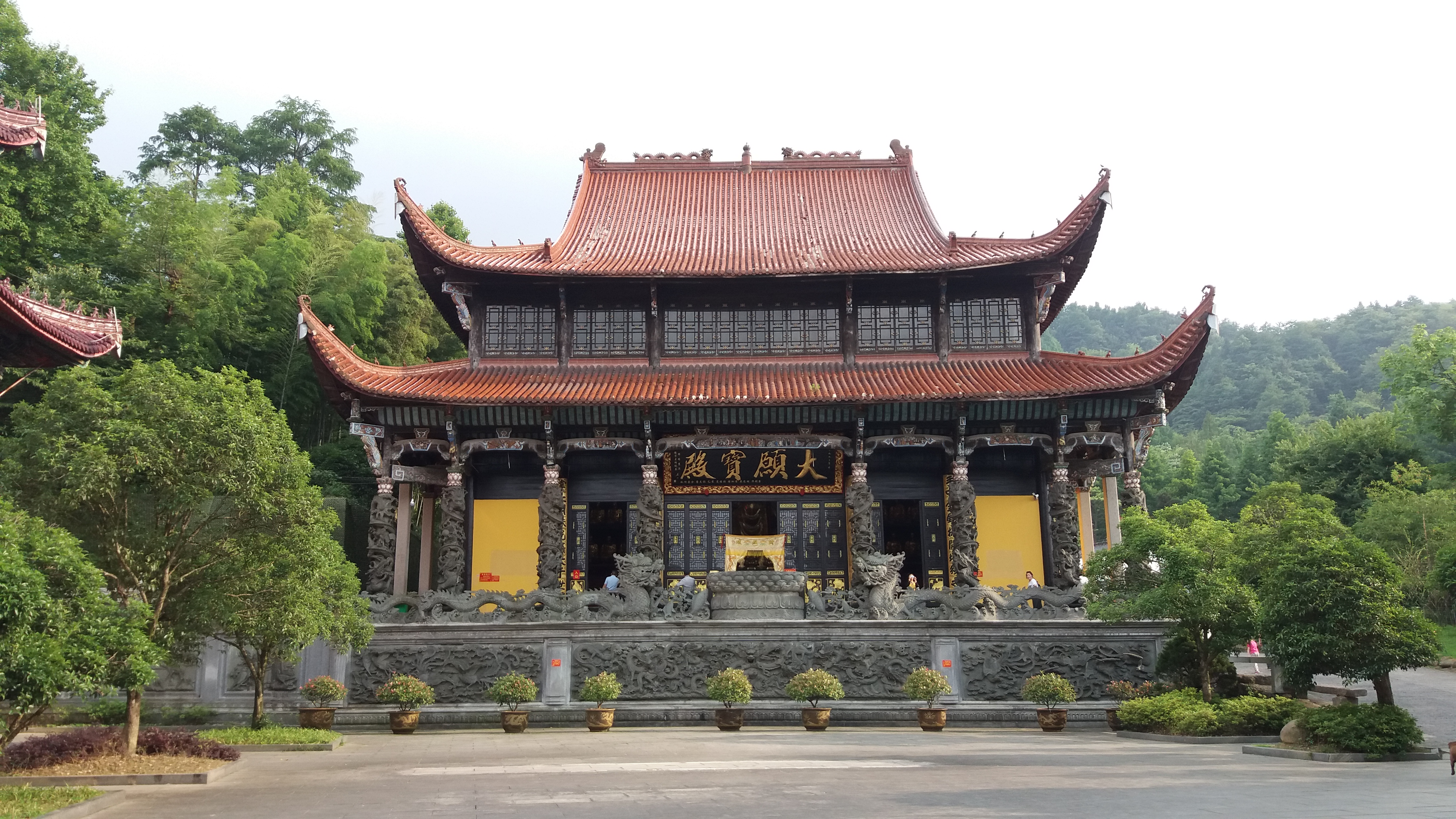
九华山大愿宝殿

九华山在鼎盛时期盛时有寺庙300余座，现在开放寺庙有93座，其中国家重点寺庙9座，省级重点寺庙30座，佛像万余尊，文物2000余件，僧尼700余人。
- 化城寺
- 肉身宝殿
- 百岁宫
- 天台寺

## 景观
九华山间，处处有景，人移景换，清代时概括有“九华十景”。对外开放后，新辟八大景区，百余处新景点。

## 延伸阅读
[在维基数据编辑]
 《欽定古今圖書集成·方輿彙編·山川典·九華山部》，出自陈梦雷《古今圖書集成》